# لتشوویتسه
لتشوویتسه (به چکی: Lčovice) یک منطقهٔ مسکونی در جمهوری چک است که در ناحیه پراخاتیتسه واقع شده‌است. لتشوویتسه ۱۵۰ نفر جمعیت دارد.